# Galle (Sri Lanka)
Galle (Sinhala ගාල්ල, gesprochen [ˈgaːlːə], auf Englisch [gɔːl]; auch Gimhatitta) ist eine Stadt in Südwest-Sri Lanka, 116 Kilometer von der größten Stadt Colombo entfernt. Mit ihr und mit Matara ist es durch eine Eisenbahnstrecke entlang der Küste verbunden. Galle ist Sitz des Bistums Galle.

## Geschichte
Laut James Emerson Tennent (Kolonialminister von Ceylon) war Galle der antike Seehafen von Tarshish, aus dem König Salomon Elfenbein, Pfauen und andere Wertgegenstände bezog. Zimt wurde bereits 1400 v. Chr. aus Sri Lanka exportiert, und da die Wurzel des Wortes selbst hebräisch ist, könnte Galle ein wichtiger Umschlagplatz für dieses Gewürz gewesen sein.
Bereits vor der Kolonialisierung durch die Portugiesen im Jahr 1588 war Galle ein bedeutender Seehafen. Perser, Araber, Griechen, Römer, Malaien und Inder trieben hier regen Handel. Im Jahre 1649 kapitulierten die Portugiesen vor den Niederländern, die Galle zum Sitz des Gouverneurs der Niederländischen Ostindienkompanie (VOC) und damit zur Hauptstadt Niederländisch-Ceylons machten. Die Briten, die das Land 1796 von den Niederländern übernahmen, nutzten die Festung als örtliches Verwaltungszentrum. In Colombo etablierten sie einen größeren Seehafen, wodurch der Hafen von Galle seine herausragende Bedeutung verlor.
Am 26. Dezember 2004 wurde die Stadt von einem verheerenden Tsunami getroffen, der hier etwa 3900 Tote forderte und schwere Schäden verursachte (siehe Seebeben in Südasien 2004). Die Mauern des Forts widerstanden allerdings den Wellen, so dass die Altstadt innerhalb des Forts nicht überflutet wurde und unversehrt blieb. Busbahnhof, Bahnhof und das Kricketstadion wurden jedoch vollständig überflutet.

## Klima
In Galle herrscht ein tropisches Regenklima mit hohen Temperaturen und ausreichend Niederschlag das ganze Jahr über. Am heißesten ist es im März und April mit etwa 31 °C bis 32 °C tagsüber und 25 °C bis 27 °C in der Nacht. Am kältesten ist es im Dezember und Januar mit 30 °C tagsüber und 24 °C in der Nacht. Es fällt das ganze Jahr über Regen, am meisten im Mai und November.
|                       | Jan  | Feb  | Mär   | Apr   | Mai   | Jun   | Jul   | Aug   | Sep   | Okt   | Nov   | Dez   |   |         |
| Mittl. Tagesmax. (°C) | 29,0 | 29,0 | 29,9  | 30,6  | 30,6  | 29,8  | 29,0  | 28,6  | 28,4  | 28,5  | 28,7  | 29,1  | ⌀ | 29,3    |
| Mittl. Tagesmin. (°C) | 22,8 | 23,0 | 23,9  | 24,8  | 25,5  | 25,2  | 24,8  | 24,7  | 24,7  | 24,1  | 23,5  | 23,1  | ⌀ | 24,2    |
|                       |      |      |       |       |       |       |       |       |       |       |       |       |   |         |
| Niederschlag (mm)     | 85,1 | 70,5 | 111,3 | 206,8 | 290,4 | 188,2 | 163,2 | 185,9 | 255,8 | 322,7 | 321,0 | 176,9 | Σ | 2.377,8 |
|                       |      |      |       |       |       |       |       |       |       |       |       |       |   |         |
| Regentage (d)         | 8    | 6    | 9     | 12    | 16    | 17    | 16    | 16    | 18    | 18    | 16    | 12    | Σ | 164     |

| 22,8 |

| 23,0 |

| 23,9 |

| 24,8 |

| 25,5 |

| 25,2 |

| 24,8 |

| 24,7 |

| 24,7 |

| 24,1 |

| 23,5 |

| 23,1 |

| 22,8 |

| 23,0 |

| 23,9 |

| 24,8 |

| 25,5 |

| 25,2 |

| 24,8 |

| 24,7 |

| 24,7 |

| 24,1 |

| 23,5 |

| 23,1 |

Auch Galle ist vom Klimawandel betroffen, der insbesondere hier einen enormen Anstieg der Temperaturen verursacht hat.
|                       | Jan  | Feb  | Mär   | Apr   | Mai   | Jun   | Jul   | Aug   | Sep   | Okt   | Nov   | Dez   |   |         |
| Mittl. Tagesmax. (°C) | 29,7 | 30,5 | 31,4  | 31,3  | 30,4  | 29,5  | 29,0  | 29,2  | 29,4  | 29,8  | 30,4  | 29,8  | ⌀ | 30      |
| Mittl. Tagesmin. (°C) | 23,4 | 23,9 | 24,5  | 25,0  | 26,0  | 25,4  | 25,0  | 25,2  | 25,2  | 25,0  | 24,2  | 23,4  | ⌀ | 24,7    |
|                       |      |      |       |       |       |       |       |       |       |       |       |       |   |         |
| Niederschlag (mm)     | 77,9 | 74,2 | 119,5 | 233,8 | 292,4 | 140,5 | 147,4 | 160,1 | 238,8 | 270,2 | 344,4 | 224,6 | Σ | 2.323,8 |

| 23,4 |

| 23,9 |

| 24,5 |

| 25,0 |

| 26,0 |

| 25,4 |

| 25,0 |

| 25,2 |

| 25,2 |

| 25,0 |

| 24,2 |

| 23,4 |

| 23,4 |

| 23,9 |

| 24,5 |

| 25,0 |

| 26,0 |

| 25,4 |

| 25,0 |

| 25,2 |

| 25,2 |

| 25,0 |

| 24,2 |

| 23,4 |

## UNESCO-Welterbestätte Galle
Portugiesen landeten 1505 hier und gründeten 1588 eine Festung, die 1649 von den Niederländern erobert und ausgebaut wurde. Die Festung Galle ist wie die Altstadt Weltkulturerbe. Sie ist die größte erhaltene europäische Festung in Südasien und zeigt eine Verbindung von europäischen Architekturelementen und asiatischen Traditionen. Auf knapp 3 km Länge umschließt eine Wallanlage mit insgesamt 14 Bastionen die Festung. Für den Bau wurden vor allem Granitsteine und Korallen verwendet. Den Uhrturm im Fort erbauten die Briten 1883.  Der Leuchtturm an der Südspitze des Forts wurde 1938 errichtet.

## Sakrale Gebäude
Eines der ältesten Gebäude im Fort ist die Niederländisch-reformierte Kirche, die 1752–54 an der Stelle erbaut wurde, an der sich ein portugiesisches Kapuzinerkloster befunden hatte. Die Meera Jumma Moschee im Fort wurde 1904 im viktorianischen Stil erbaut, in der Nähe steht die die anglikanische All Saints Church von  1871.
Ein weiteres Wahrzeichen der Stadt neben dem Fort ist die von Jesuiten gegründete Kathedrale St. Mary’s, mit deren Bau 1874 begonnen wurde. Gegenüber vom Bahnhof, im jüngeren Stadtteil Kaluwella, erhebt sich gegenüber von dem modernen Rathaus (Municipal Council) der Sri Meenakshi Sundareswarar Kovil, der größte Hindutempel der Stadt. Er wurde 2004 bei dem Tsunami beschädigt und später mit finanziellen Mitteln aus Indien renoviert. Der kleinere Hindutempel Kataragama Kovil an der Colombo Road wird von den Einheimischen ebenfalls viel besucht.

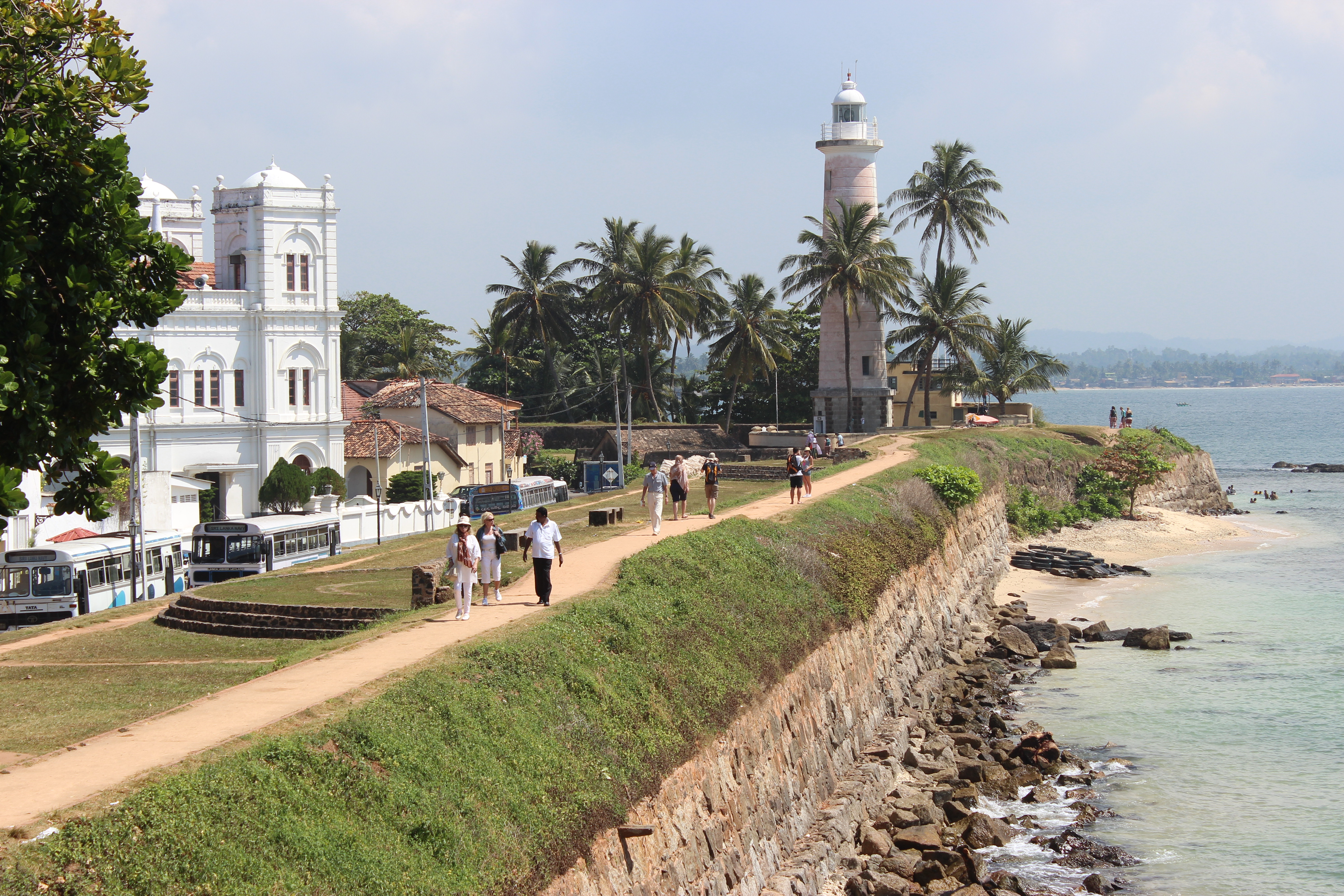
Im Fort: Blick auf Leuchtturm u. Moschee
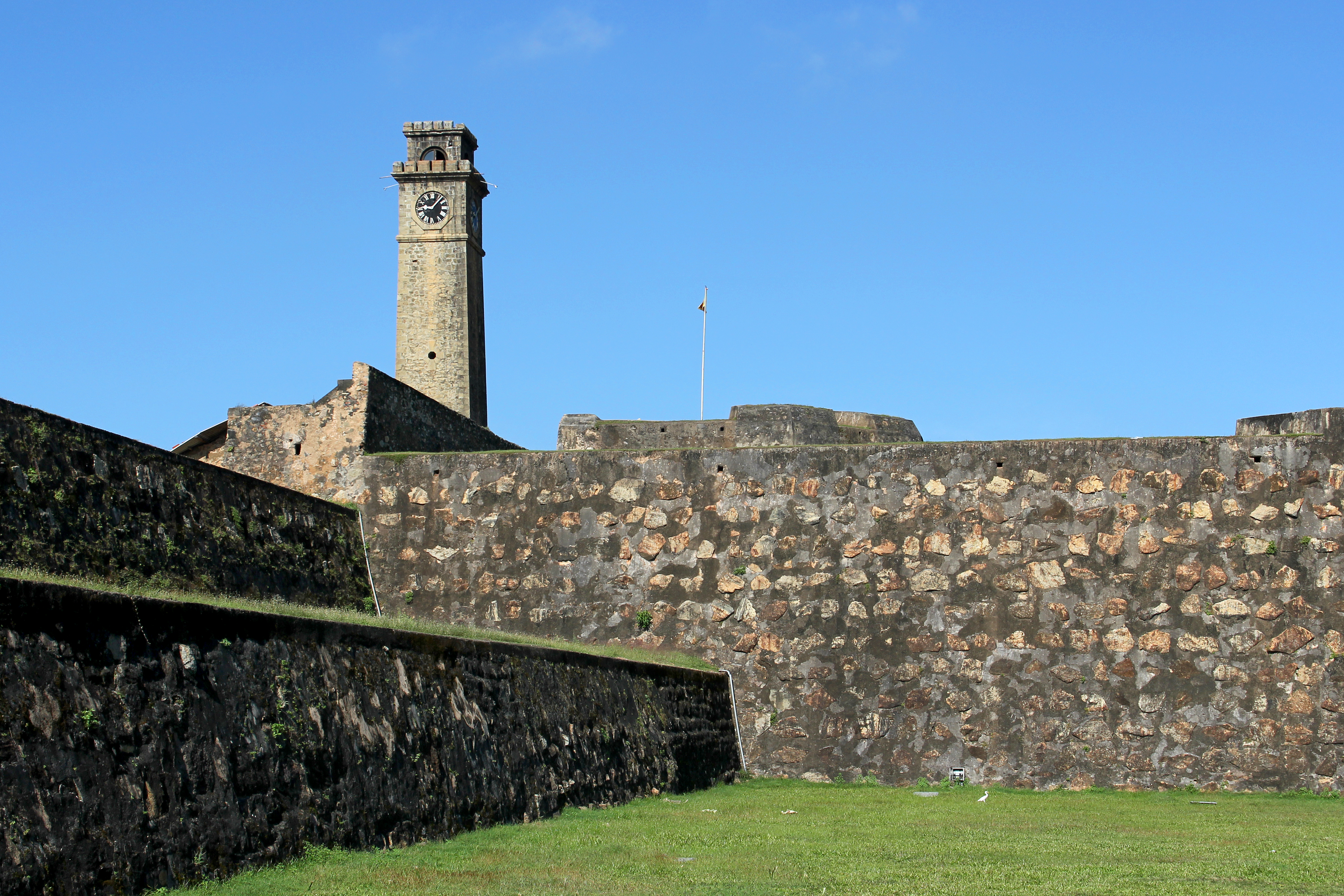
Galle Fort mit Uhrturm
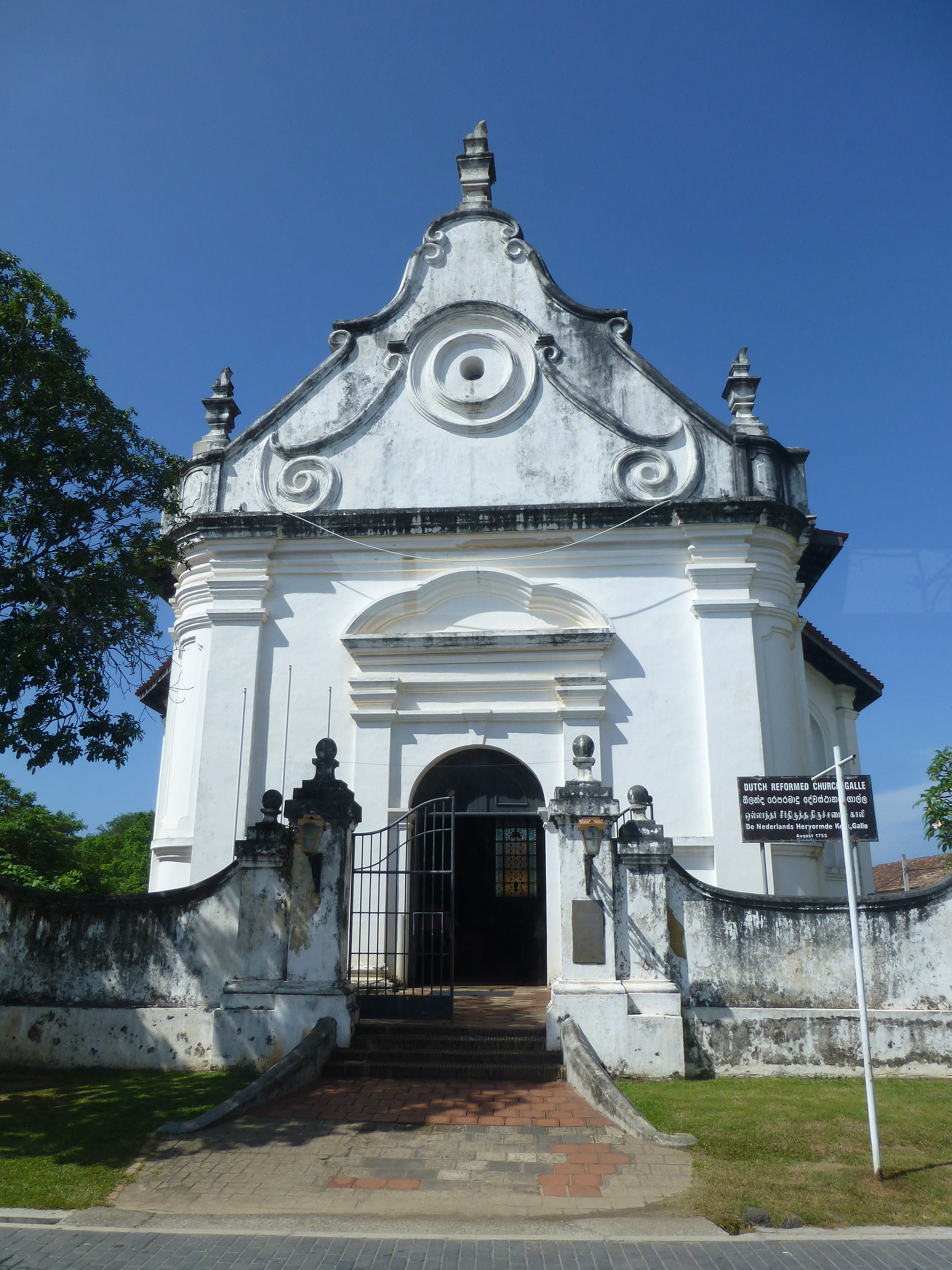
Niederländisch-reformierte Kirche
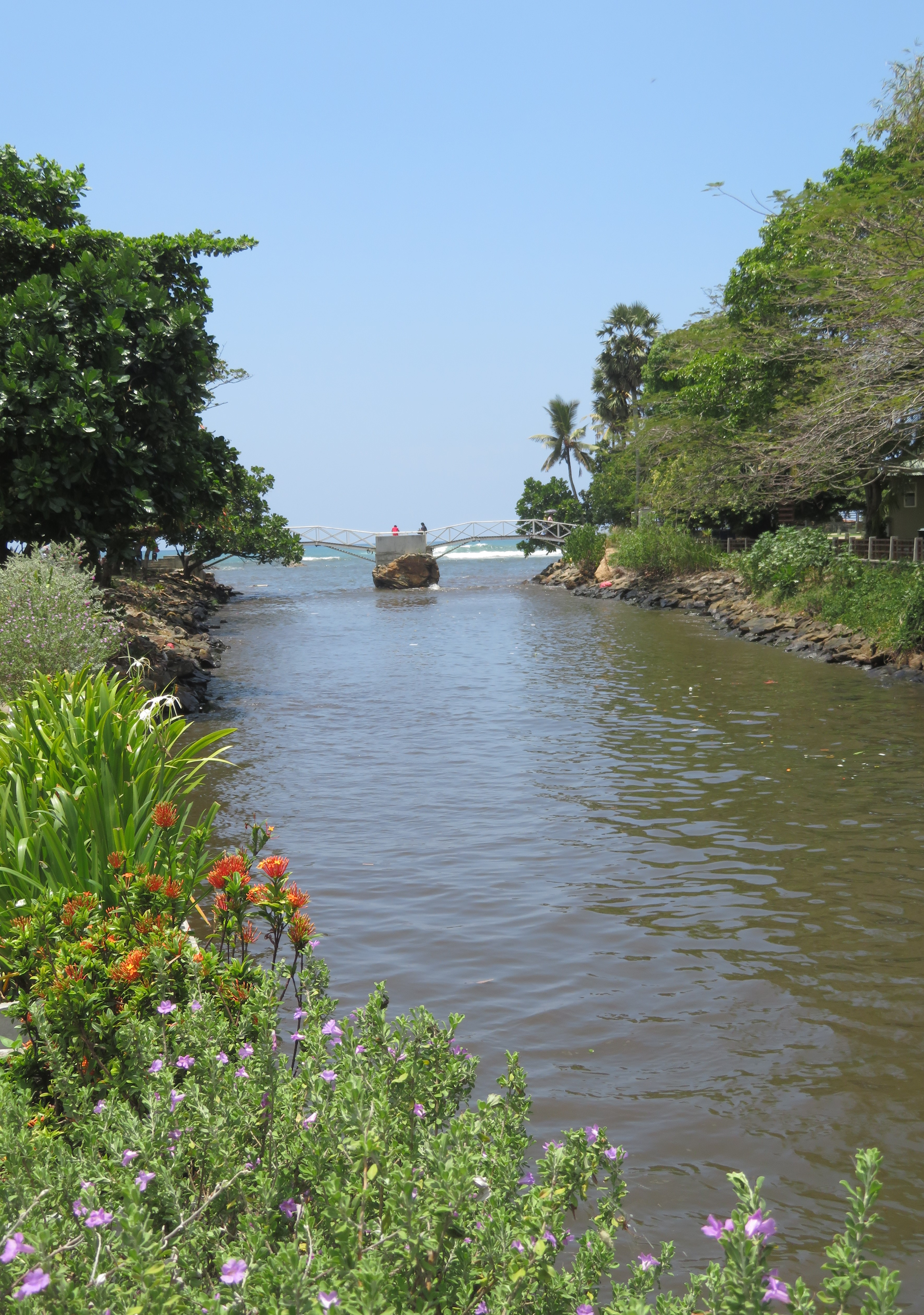
Holländischer Kanal
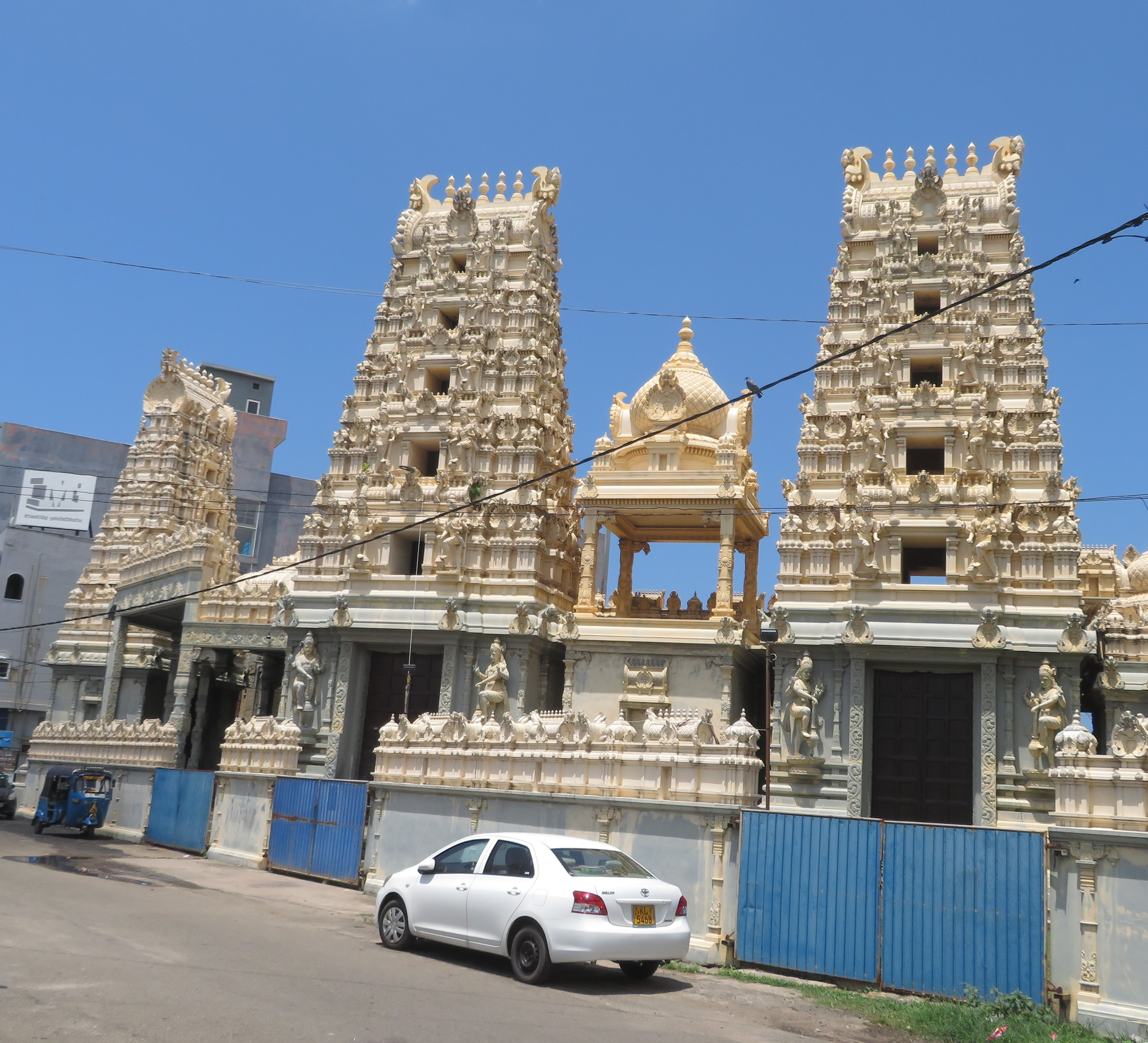
Sri Meenakshi Sundeswarer Kovil
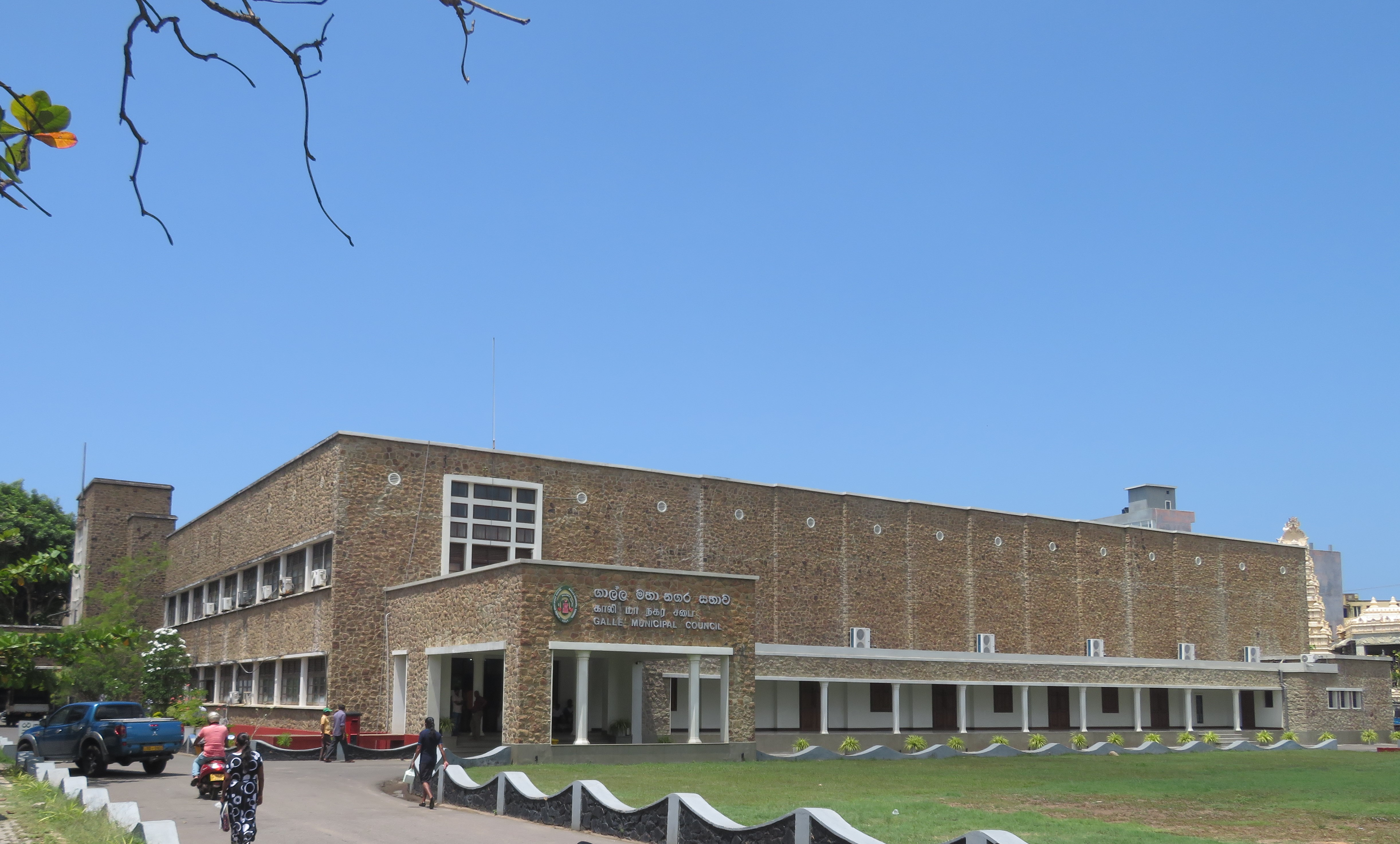
Rathaus
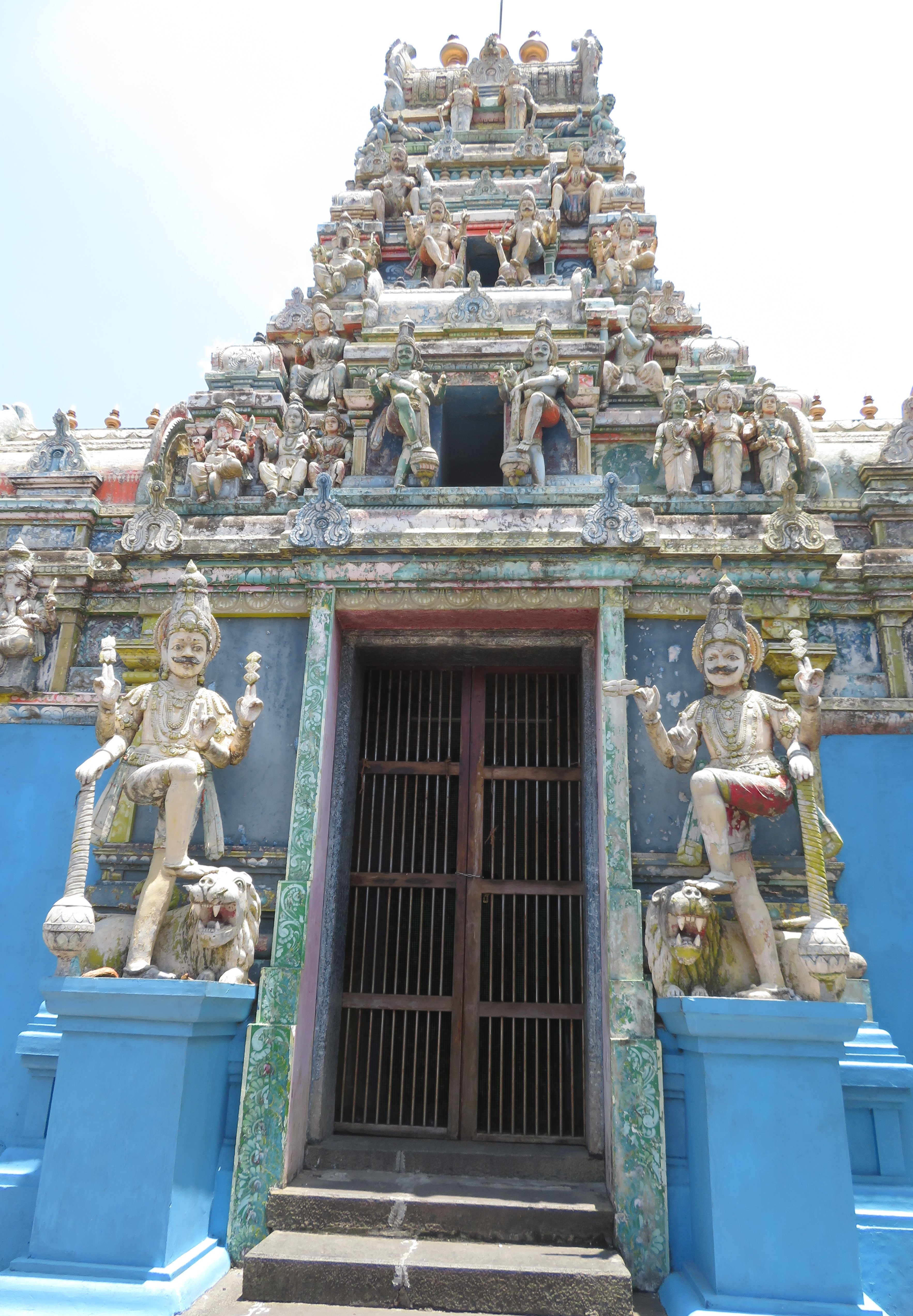
Kataragama Kovil
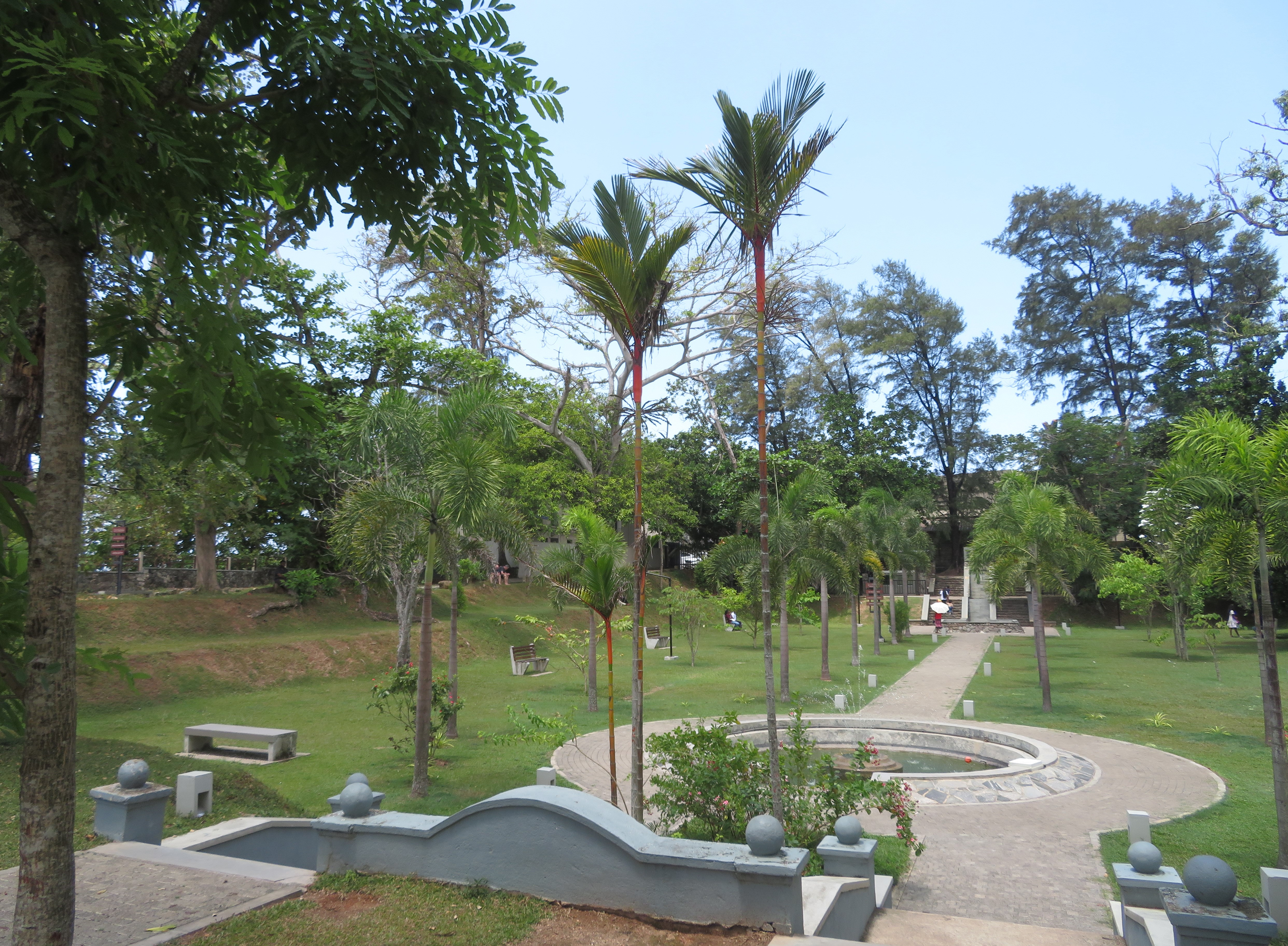
Dharmapala Park

## Sport- und Grünanlagen
In Galle befindet sich mit dem Galle International Stadium ein Test-Cricket-Stadion. In der Stadt bestreitet die Sri-lankische Cricket-Nationalmannschaft regelmäßig Heimspiele gegen andere Nationalmannschaften. Im Galle International Stadium fanden unter anderem Spiele bei der ICC Women’s World Twenty20 2012 statt.
Über einen holländischen Kanal, der das Stadtzentrum mit dem Meer verbindet, führt die Schmetterlingsbsrücke (Butterfly Bridge) vom Fort zum Dharmapala Park. Er wurde 1889 angelegt und erhielt den Namen „Victoria Park“, wurde aber nach der Unabhängigkeit Sri Lankas umbenannt und ist 5 acres (ca. 2 ha) groß. Nach der Zerstörung durch den Tsunami 2004 wurden die Schmetterlingsbrücke wieder errichtet und der Park neu angelegt.

## Persönlichkeiten
- Niluka Karunaratne (* 1985), Badmintonspieler
- Anushka Sanjeewani (* 1990), Cricketspielerin
- Wanindu Hasaranga (* 1997), Cricketspieler
- Kamindu Mendis (* 1998), Cricketspieler
- Pathum Nissanka (* 1998), Cricketspieler